# Almásháza
Almásháza là một thị trấn thuộc hạt Zala, Hungary. Thị trấn này có diện tích 4,98 km², dân số năm 2010 là 64 người, mật độ 13 người/km².